# Chen Zi'ang
Chen Zi'ang (Chinees: 陳子昂, 661 of 656–702), omgangsnaam: Boyu (伯玉), was een Chinese dichter van de Tang dynastie. Hij gaf een eerste impuls aan de “beroemde” Tang-dichtkunst. Ontevreden over de poëzie van zijn tijd besteedde hij veel aandacht aan de poëzie van de Chinese Oudheid. Voor de uitvoering van zijn opvattingen vond hij navolging bij dichters als Wang Wei, Li Bai en Du Fu. Deze hebben mede de Gouden Eeuw van de Tang-poëzie gemaakt. Via omwegen en meer dan duizend jaar later kwamen deze bijvoorbeeld terecht in de Europese klassieke muziek van Das Lied von der Erde van Gustav Mahler. Zelf is Chen Zi'ang onder andere bekend vanwege een verzameling van achtendertig gedichten (Chinees: 感遇, pinyin: Ganyu).

## Leven
Chen Zi’ang was de zoon van een rijke man. Er was voor hem geen grote noodzaak voor het doen van examen en om spoedig een functie te krijgen. Laat, pas voorbij zijn 20e, ging hij studeren. Toen hij 24 was slaagde hij voor de hoogste examen, het keizerlijk examen, en kreeg de Jinshi-graad. (Dit prestigieuze examen werd afgelegd in het keizerlijk paleis in de hoofdstad.)
Steeds meer in de ban van de dichtkunst trok hij er in de hoofdstad aandacht voor met een dure en doordachte methode: Hij verbaasde de aanwezigen op de markt, door een absurd hoge prijs te betalen voor Tataars muziekinstrument. Kijkend naar de toeschouwers, zei hij expert te zijn op het gebied van juist dit soort instrumenten. Hij nodigde iedereen uit voor een recital van hem, de volgende dag. Zijn nieuwsgierige publiek kwam de volgende dag in groten getale opdagen. Hij vergastte hen op een groot en schitterend feest. Maar in plaats van enige muziek ten gehore te brengen, introduceerde hij zich als schrijver en dichter. Toen smeet hij zijn instrument, waarvoor hij zoveel had betaald, aan diggelen. En daarna ging hij over tot het uitdelen van afschriften van van zijn werk, waaronder de achtendertig gedichten.
Als een belangrijke adviseur van keizerin Wu Zetian, was hij een warm voorstander van een dichtkunst die het leven realistisch weergaf. Veel van zijn werk geeft ook sociaal commentaar. In zijn latere leven leek hij wel op de gevangenis te zijn geabonneerd. Helaas was dit abonnement niet opzegbaar. Boze of waarheidslievende tongen suggereren dat het door zijn kritische sociale commentaar was, dat hij werd vervolgd. 
Hij stierf in 702.

## Werk en Betekenis
Het volgende citaat van hem, illustreert zijn belangrijke rol in de nieuwe weg die de Tang poëzie ging bewandelen:
“De kunst van het schrijven is de afgelopen 500 jaar minder geworden…In mijn vrije tijd  heb ik de gedichten van de Zuidelijke  en Noordelijke dynastieën bekeken, en ik kon niet helpen te zuchten toen ik zag dat alle waarachtige gevoelens en inzichten werden gesmoord in betekenisloze manieren van weergeven en angstvallige verfijning. Zo veel retoriek en zo weinig gevoel! Wanneer zal de grote traditie van het Boek der Liederen herleven.”
Zijn poëzie, de achtendertig gedichten, heeft een eenvoudiger woordenschat dan dat van andere poëzie in die tijd. Een van zijn gedichten is opgenomen in de collectie Driehonderd Tanggedichten: “Vanaf een Poorttoren in Yuzhou”.
Het streven van Chen Zi'ang naar eenvoud werd bevorderd door het taoïsme. Zijn aanzet aan de dichtkunst van de Tang-periode doet denken aan de legendarische grenswachter die de rijpe Laozi tijdens zijn vlucht vroeg zijn leer (de Tao Te Ching) op te schrijven. Nu vrijwel onbekend en vergeten waren deze grenswachter en later Chen Zi'ang toch van grote invloed op de beleving en ideeën van de mensheid na hen.
- Bibsys: 15036334
- CiNii: DA13326372
- Gemeinsame Normdatei: 119130610
- International Standard Name Identifier: 0000 0000 6317 0016
- Library of Congress Control Number: n82074094
- MusicBrainz: 0d4ef3b7-e7b6-4dff-a051-2d14be6ff8ff
- Bibliotheek van het Japanse parlement: 00894697
- Nationale bibliotheek van Australië: 36611701
- Nationale Bibliotheek van Israël: 987007425423905171
- Nederlandse Thesaurus van Auteursnamen: 073209996
- Réseau des bibliothèques de Suisse occidentale: 02-A009193765
- Trove: 1328075
- Virtual International Authority File: 10648962
- WorldCat: E39PBJc7XKdrkCG83fhyG983cP